# Gloster Grebe
El Gloster Grebe fue desarrollado por la Gloster Aircraft Company a partir del Gloster Grouse (un avión experimental desarrollado posteriormente como entrenador) y fue el primer avión de caza de la Real Fuerza Aérea posterior a la Primera Guerra Mundial, entrando en servicio en 1923.

## Diseño y desarrollo
En 1923, Gloster modificó un entrenador de caza Gloster Sparrowhawk con nuevas alas para probar un diseño propuesto por el diseñador jefe Henry Folland, que combinaba un ala superior gruesa con sección de alta sustentación y un ala inferior más delgada con sustentación media, con la intención de combinar alta sustentación para el despegue con baja resistencia. Después de que el Grouse demostrara que el nuevo diseño era un éxito, el Ministerio del Aire británico realizó un pedido de tres prototipos de caza basados en el Grouse (y por lo tanto derivados en última instancia del caza Nieuport Nighthawk de Folland de 1919), pero propulsados por un motor radial Armstrong Siddeley Jaguar III de 260 kW (350 hp), conocido como "Nighthawk (thick-winged)" ("Nighthawk (alas gruesas)").
El primero de los prototipos (Gloster construyó una cuarta máquina como demostrador propiedad de la compañía), conocido entonces como Grebe I, voló en mayo de 1923. El rendimiento de estos prototipos durante las pruebas en RAF Martlesham Heath fue bueno, y el Ministerio del Aire decidió ordenar la producción del modelo como Grebe II, que tenía un motor Jaguar IV de 300 kW (400 hp).
Al igual que el Sopwith Snipe al que reemplazó, el Grebe era un biplano monoplaza y monomotor de construcción en madera recubierta de tela. El fuselaje tenía larguerillos de fresno y largueros de abeto unidos a conformadores de contrachapado, mientras que las alas de un solo vano (que poseían un saliente considerable hacia el exterior de los soportes) tenían largueros y costillas de abeto recubiertos de tela. Dos ametralladoras Vickers sincronizadas de .303 pulgadas (7,7 mm)  estaban montadas en la cubierta superior del fuselaje.

## Historia operacional
Los Grebe entraron en servicio con la RAF durante octubre de 1923, cuando un destacamento del Escuadrón 111 fue reequipado con el nuevo caza. El Grebe fue popular en el servicio con la RAF, siendo mucho más rápido que el Snipe al que reemplazó, y también muy ágil. Se descubrió que el Grebe sufría de flameo, debido al gran voladizo exterior a los soportes interplanares, lo que llevó a que todos los aviones de la RAF se modificaran con soportes en V adicionales que sostenían el ala superior exterior. También hubo problemas con el motor Jaguar, que era pesado y poco fiable, y propenso a incendiarse.
Se produjeron un total de 133 Grebe, incluidos los cuatro prototipos, 108 cazas monoplaza Grebe II y 21 entrenadores biplaza de doble control. Los Grebe fueron retirados de la RAF en 1929, reemplazados en parte por el Gloster Gamecock, que era un Grebe desarrollado (el diseño de los cazas Gloster, desde el Nighthawk hasta el Gloster Gladiator, fue evolutivo).
Se modificaron dos Grebe para que quedaran suspendidos debajo del dirigible R33 en un 'trapecio' para realizar pruebas de "aviones parásito". En 1927, Sir Henry Wigram donó dinero al Gobierno de Nueva Zelanda para la compra de un avión. El avión elegido fue el Grebe en lugar del Siskin, que también estaba en disputa. Otros dos Grebe fueron adquiridos por la Fuerza Aérea Permanente de Nueva Zelanda, precursora de la Real Fuerza Aérea de Nueva Zelanda, entrando en servicio en marzo de 1928 y sirviendo durante más de diez años, hasta mediados de 1938. Los dos supervivientes se utilizaron como aviones de instrucción hasta que fueron destruidos en 1943-44.

## Variantes
Gloster Grouse
Avión experimental.
Grebe Mk I
Prototipo de caza monoplaza, 4 construidos.
Grebe Mk II
Variante de caza monoplaza de producción con motor Armstrong Siddeley Jaguar IV de 400 hp, tren de aterrizaje tipo oleoneumático y otras modificaciones, 129 construidos.
Grebe (Dual)
Tras una modificación de pruebas en el Grebe II J7519, una pequeña cantidad de aviones de producción Grebe II se completaron como aviones de entrenamiento biplaza en 1925.

## Operadores
Nueva Zelanda
- Fuerza Aérea Permanente de Nueva Zelanda
- Real Fuerza Aérea de Nueva Zelanda

 Reino Unido
- Real Fuerza Aérea

## Especificaciones (Grebe Mk.II)
Referencia datos: Aircraft of the Royal Air Force since 1918 

### Características generales
- Tripulación: Uno (piloto)
- Longitud: 6,2 m (20,2 ft)
- Envergadura: 8,9 m (29,3 ft)
- Altura: 2,8 m (9,3 ft)
- Superficie alar: 23,6 m² (254 ft²)
- Peso vacío: 780 kg (1719,1 lb)
- Peso cargado: 1186 kg (2613,9 lb)
- Planta motriz: 1× motor radial de 14 cilindros refrigerado por aire Armstrong Siddeley Jaguar IV.
  - Potencia: 300 kW (414 HP; 408 CV)
- Hélices: Bipala de madera de paso fijo

### Rendimiento
- Velocidad máxima operativa (Vno): 245 km/h (152 MPH; 132 kt) a nivel del mar; 233 km/h a 3000 m (10 000 pies)
- Alcance: 2 h 45 min
- Techo de vuelo: 7000 m (22 966 ft)
- Carga alar: 50 kg/m² (10,2 lb/ft²)
- Potencia/peso: 0,25 kW/kg (0,15 hp/lb)
- Tiempo a altitud: 23 min para 6100 m (20 000 pies)

### Armamento
- Ametralladoras: 

  - 2x Vickers de 7,7 mm

## Aeronaves relacionadas

### Desarrollos relacionados
- Gloster Grouse
- Gloster Gamecock

### Secuencias de designación
- Secuencia G._ (interna de Gloster): G.1 - G.11 - G.12 - G.14 - G.16 - G.17 - G.18 - SS.18 - SS.19 - G.20 →